# Polieny
Polieny – organiczne związki chemiczne z grupy olefin, w których występuje więcej niż jedno wiązanie podwójne, zazwyczaj typu węgiel-węgiel, C=C. Pierścieniowe odpowiedniki polienów to cyklopolieny. 
Polieny dzieli się na:
- dieny – w których występują dwa wiązania podwójne C=C, w tym:
  - alleny – w których wiązania podwójne są skumulowane (występują bezpośrednio koło siebie, tj. tworzą układ C=C=C)[1]
  - dieny sprzężone – w których wiązania podwójne znajdują się w układzie sprzężonym (rozdzielone są jednym wiązaniem pojedynczym, tj. tworzą układ C=C−C=C)[1]
  - heterodieny – w których jeden atom węgla w wiązaniu podwójnym zastąpiony jest heteroatomem, np. C=O[1]
  - dieny izolowane – w których wiązania podwójne rozdzielone są kilkoma wiązaniami pojedynczymi
- trieny, tetraeny itd. – w których występują odpowiednio trzy, cztery itd. wiązania podwójne C=C.

Do polienów nie zalicza się węglowodorów aromatycznych (pomimo że formalnie zawierają wiązania podwójne).